# Трагедията на шута
„Трагедията на шута“ (на италиански: La tragedia di un uomo ridicolo) е италиански филм от 1981 година, трагикомедия на режисьора Бернардо Бертолучи по негов собствен сценарий.
В центъра на сюжета е собственик на мандра, намираща се на ръба на фалита, чийто син е отвлечен с искане за голям откуп. Той успява да събере парите, продавайки лични вещи и взимайки заеми от съчустващи му познати, а когато установява, че отвличането е измама, използва събраните пари, за да спаси създадената от него с големи усилия мандра, превръщайки я в кооперативно предприятие. Главните роли се изпълняват от Уго Тоняци, Анук Еме, Лаура Моранте, Виктор Кавало.
„Трагедията на шута“ е номиниран за наградата „Златна палма“.